# Campionato sudamericano maschile under 17 di pallavolo
Il campionato sudamericano maschile under 17 di pallavolo è una competizione pallavolistica per squadre nazionali sudamericane, organizzata con cadenza biennale dalla CSV, riservata a giocatori con un'età inferiore di 17 anni.

## Edizioni
| Edizione      | Edizione      | Podio     | Podio     | Podio    |
| Anno          | Organizzatore | Campione  | Seconda   | Terza    |
| ------------- | ------------- | --------- | --------- | -------- |
| 2011 Dettagli | Ecuador       | Brasile   | Argentina | Cile     |
| 2013 Dettagli | Brasile       | Argentina | Brasile   | Colombia |
| 2014 Dettagli | Argentina     | Argentina | Paraguay  | Cile     |

## Medagliere
| Pos. | Squadra   | 1º posto | 2º posto | 3º posto | Totale |
| ---- | --------- | -------- | -------- | -------- | ------ |
| 1    | Argentina | 2        | 1        | 0        | 3      |
| 2    | Brasile   | 1        | 1        | 0        | 2      |
| 3    | Paraguay  | 0        | 1        | 0        | 1      |
| 4    | Cile      | 0        | 0        | 2        | 2      |
| 5    | Colombia  | 0        | 0        | 1        | 1      |